# Українсько-швейцарські відносини
Українсько-швейцарські відносини — це двосторонні відносини між Україною та Швейцарією у галузі міжнародної політики, зокрема, економіки, освіти, науки, культури тощо.

## Перебіг відносин

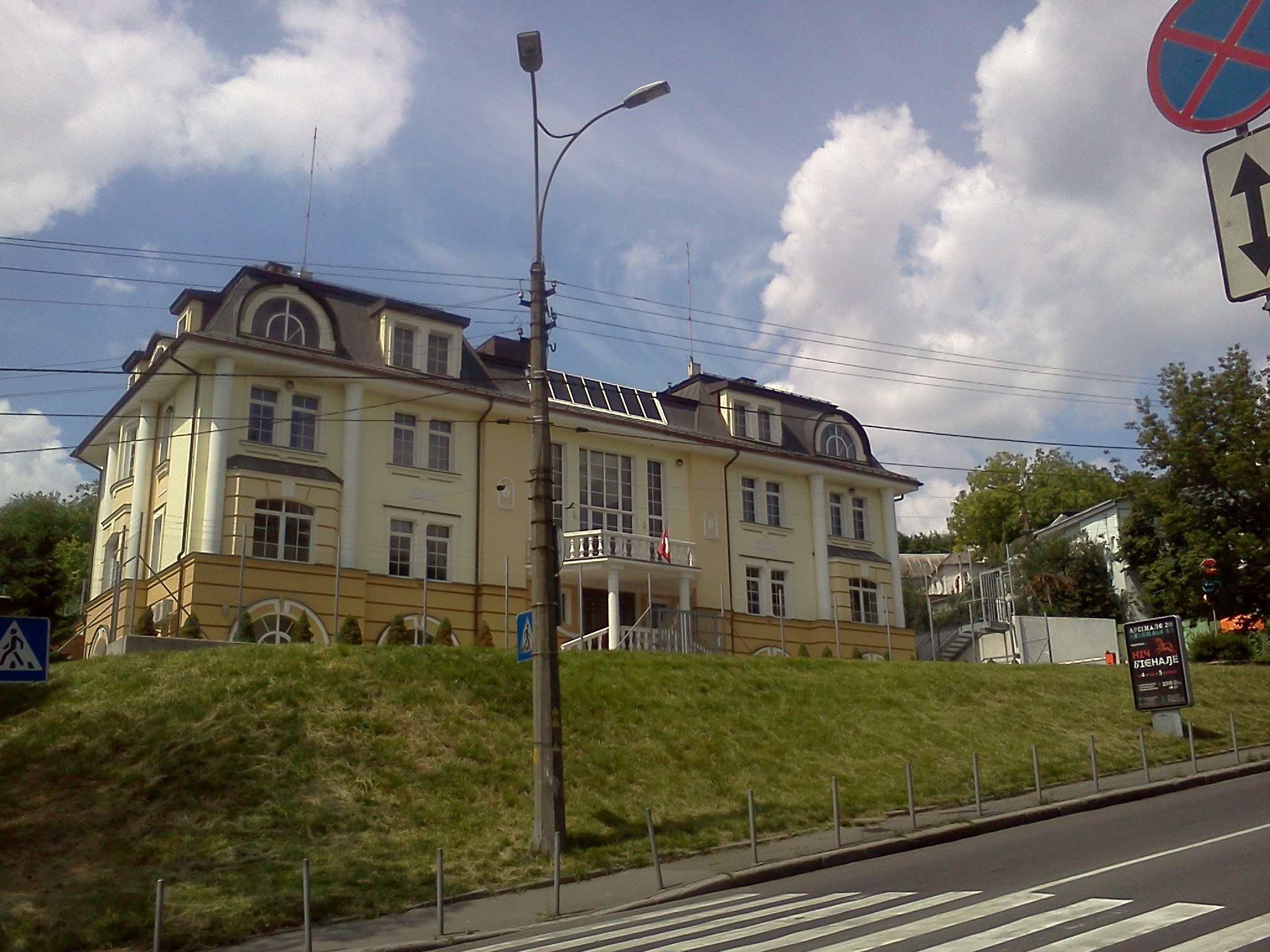
Посольство Швейцарії в Києві

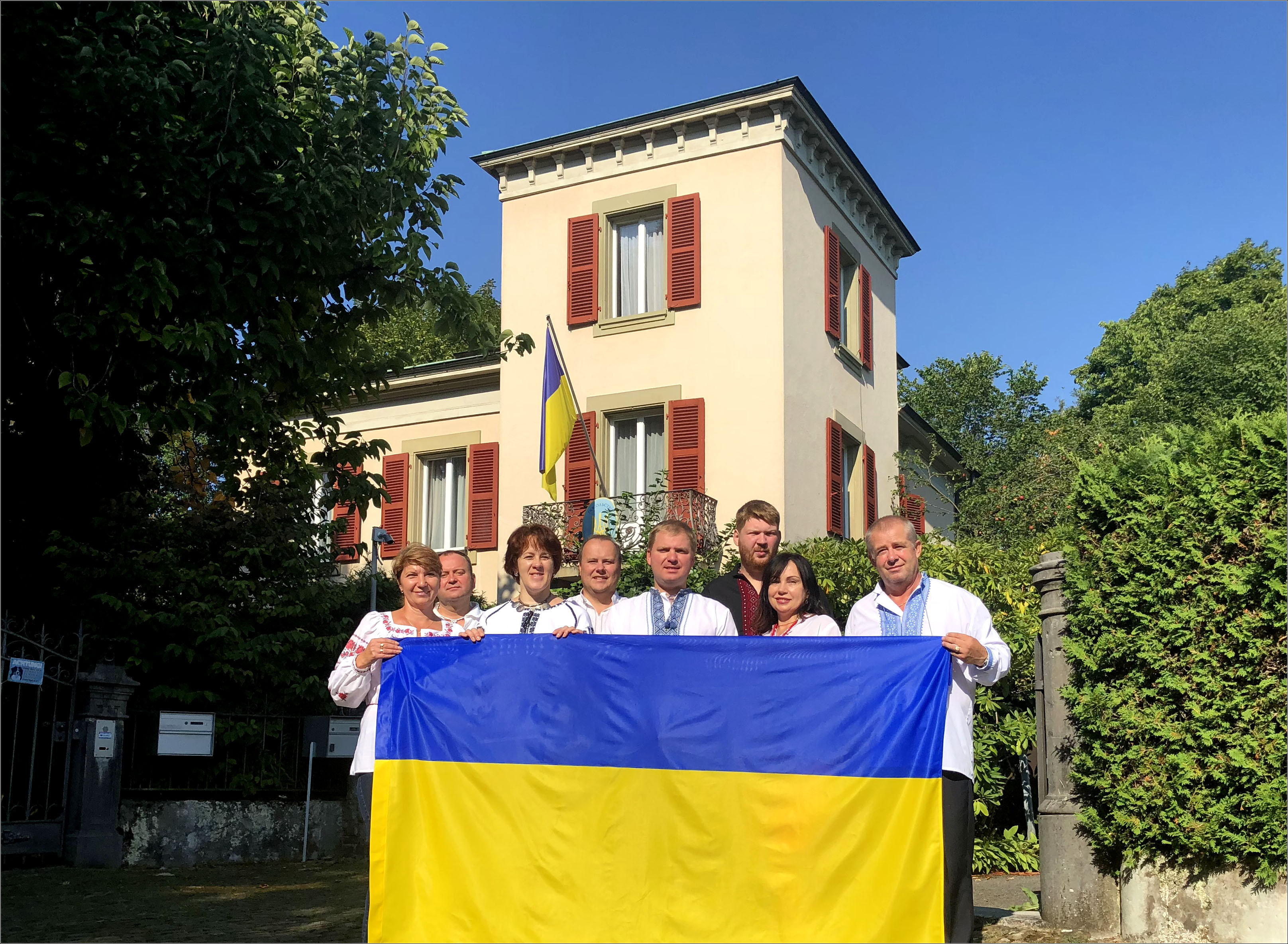
Колектив посольства України у Швейцарії

Швейцарія визнала незалежність України 23 грудня 1991 року, дипломатичні відносини встановлено через півтора місяця, 6 лютого 1992 року. У лютому 1993 року Україна відкрила посольство в Берні. Посольство Швейцарії в Україні відкрито у липні 1992 в Києві.
Перший офіційний візит Президента України Л. Д. Кучми до Швейцарії відбувся 22 березня 1996 р. Цій події передував візит в Україну керівника Федерального департаменту закордонних справ Швейцарської Конфедерації Флавіо Котті 15-16 січня 1996 р. 23-26 січня 1997 р. відбувся перший офіційний візит до Швейцарії Міністра закордонних справ України Г. Й. Удовенка.
У 1997 р. відбувся перший офіційний візит в Україну Федерального радника, керівника Федерального департаменту національної економіки Швейцарії.
29-30 жовтня 2000 р. Україну відвідав з офіційним візитом керівник Федерального департаменту закордонних справ Швейцарії Йозеф Дайсс.
18-19 березня 2003 р. відбувся робочий візит Прем'єр-міністра України В. Ф. Януковича на чолі української урядової делегації до Швейцарії та переговори з Президентом Конфедерації. У цьому ж році відбулися візити в Україну Віце-президента Конфедерації, керівника Федерального департаменту юстиції і поліції, а також Державного секретаря економіки Швейцарії у супроводі групи швейцарських бізнесменів. У січні 2005 р. в рамках Всесвітнього економічного форуму (ВЕФ) в Давосі відбулася протокольна зустріч Президента України В.Ющенка з Федеральним Президентом Швейцарії Самуелем Шмідом. 22-25 червня 2005 р. здійснено робочий візит до України Федерального радника, керівника Федерального департаменту закордонних справ Швейцарії Мішелін Кальмі-Рей. 14-15 травня 2009 р. відбувся офіційний візит Президента України В.Ющенка до Швейцарії. 18 грудня 2009 р. Міністр закордонних справ України Петро Порошенко здійснив одноденний робочий візит до Швейцарії, в рамках якого, зокрема, взяв участь у церемонії відкриття пам'ятника українському письменнику Миколі Гоголю у місті Вевей.
24 червня 2010 р. відбулася зустріч Міністра закордонних справ України К. І. Грищенка з Президентом Швейцарії Доріс Лойтхард у м. Рейк'явік (Ісландія). Підписано Угоду про вільну торгівлю між Україною та ЄАВТ. 19 квітня 2011 р. Президент Швейцарії М. Кальмі-Рей відвідала Київ у рамках заходів до 25-х роковин Чорнобильської катастрофи. У тому ж році також мали місце зустрічі президентів України та Швейцарії у Давосі (січень) і в рамках чергової сесії ГА ООН у Нью-Йорку (вересень).

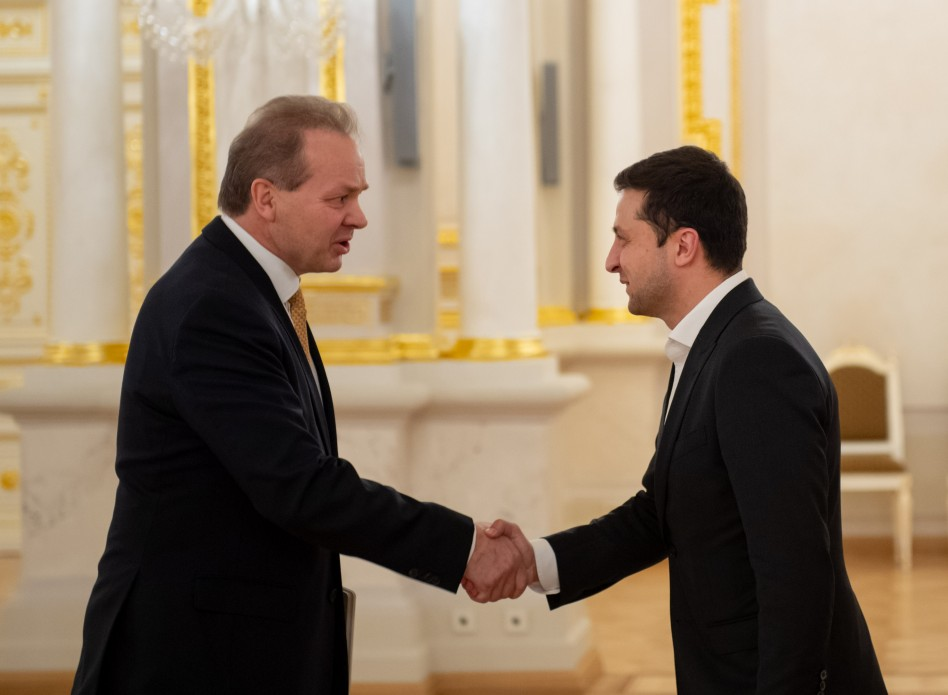
Президент України Володимир Зеленський та посол Швейцарії Клод Вільд

На початку 2014 року відбулися зустрічі Прем'єр-міністра України (24 січня, Давос) і Президента України (7 лютого, Сочі) з Президентом Швейцарії, керівником ФДЗС і Діючим головою ОБСЄ Д.Буркхальтером. 14 квітня 2014 р. Д.Буркхальтер відвідав Україну як Діючий голова ОБСЄ, а 7 червня 2014 р. взяв участь у церемонії інавгурації Президента П. О. Порошенка. 22 січня 2016 р. відбулися зустріч Президента України П. О. Порошенка з Президентом Швейцарії, керівником Федерального департаменту економіки, освіти і досліджень Й.Шнайдер-Амманном, а також коротка бесіда з Головою Національної Ради Швейцарії К.Марвальдер у рамках ВЕФ у Давосі.